# جنگ زمینی

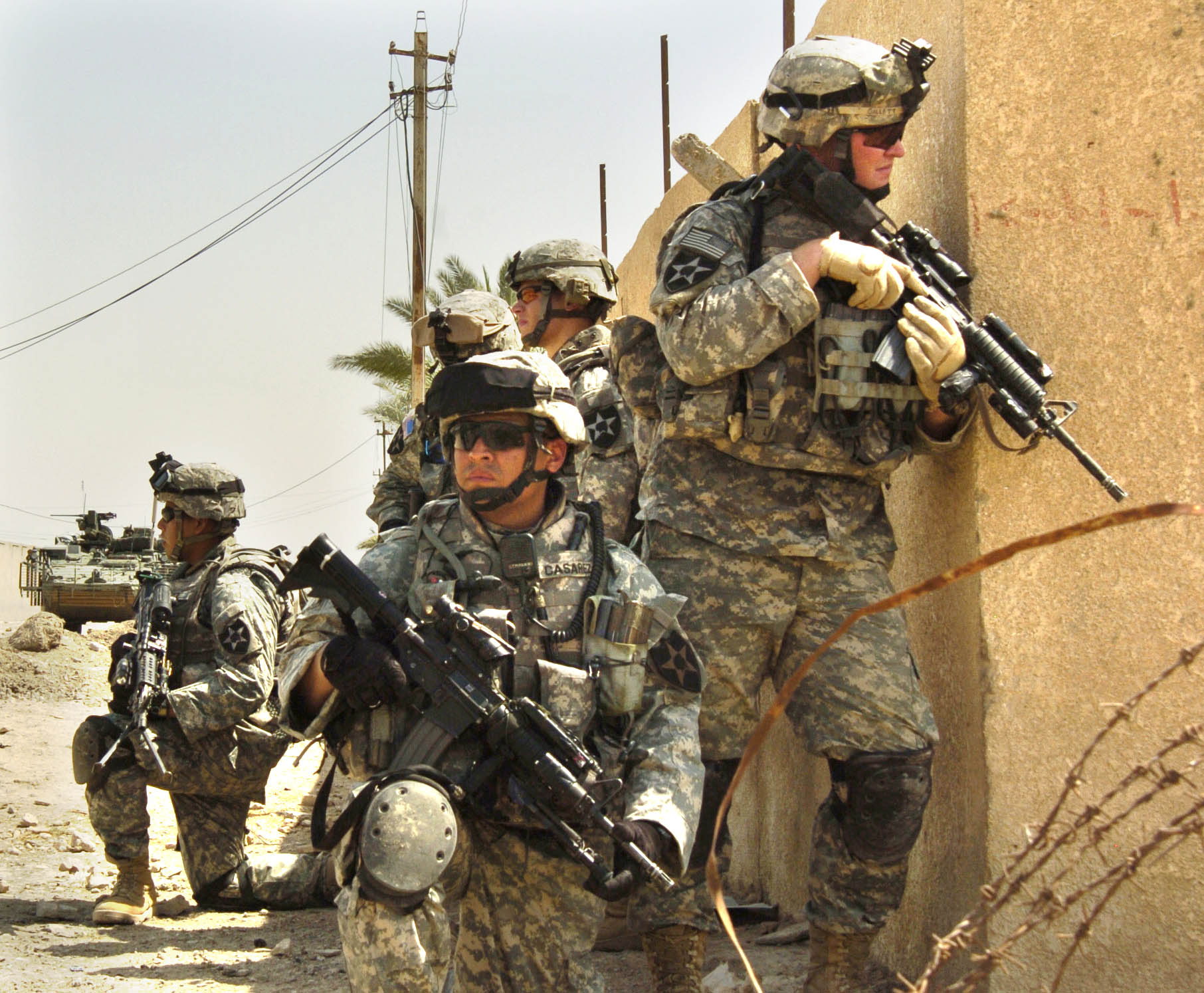
جنگ زمینی

جنگ زمینی یا نبرد زمینی عملیات‌ها و نبردهای نظامی را شامل می‌شود که بر روی سطح زمین صورت گرفته‌است. این گونه مبارزه غالباً با مشارکت گسترده سربازان و استفاده وسیع از ادوات نظامی همراه بوده و روشهای مبارزاتی مختلفی در آن بکار گرفته می‌شود. عوارض زمین و شرایط آب و هوا نقش مهمی در کیفیت وقوع این رخداد قلمداد می‌شوند. کاربرد جنگ زمینی غالباً در راستای دفاع از شهرها و مناطق مسکونی غیر شهری است و به این خاطر مطالعهٔ آن در علوم جنگی از اهمیت ویژه‌ای برخوردار است و بیشتر سیاست‌گذاری‌های دفاع ملی و ملاحظات مالی کشورها نیز بر این نوع از جنگاوری متمرکز شده‌است.

## جنگ زمینی برحسب شرایط جوی و عوارض منطقه
- جنگ شهری
- جنگ کوهستان
- جنگ جنگل
- جنگ صحرا
- جنگ شمالگان